# Rajd Safari 1994
Rezultaty Rajdu Safari (42. Trust Bank Safari Rally), eliminacji Rajdowych Mistrzostw Świata w 1994 roku, który odbył się w dniach 31 marca-3 kwietnia. Była to trzecia runda czempionatu w tamtym roku. 

## Wyniki końcowe rajdu
| Msc.                   | Kierowca               | Pilot                  | Samochód                 | Czas/Strata            | Grupa                  | Punkty                 |                        |
| Klasyfikacja generalna | Klasyfikacja generalna | Klasyfikacja generalna | Klasyfikacja generalna   | Klasyfikacja generalna | Klasyfikacja generalna | Klasyfikacja generalna | Klasyfikacja generalna |
| ---------------------- | ---------------------- | ---------------------- | ------------------------ | ---------------------- | ---------------------- | ---------------------- | ---------------------- |
| 1                      | Ian Duncan             | David Williamson       | Toyota Celica Turbo 4WD  | 20:49:00               | A8 M                   | 20                     |                        |
| 2.                     | Kenjiro Shinozuka      | Pentti Kuukkala        | Mitsubishi Lancer Evo II | +0:25                  | A8                     | 15                     |                        |
| 3.                     | Didier Auriol          | Bernard Occelli        | Toyota Celica Turbo 4WD  | +1:10                  | A8 M                   | 12                     |                        |
| 4.                     | Patrick Njiru          | Abdul Sidi             | Subaru Impreza WRX       | +2:41                  | N4 M                   | 10                     |                        |
| 5.                     | Richard Burns          | Robert Reid            | Subaru Impreza WRX       | +2:51                  | N4 M                   | 8                      |                        |
| 6.                     | Rudi Stohl             | Jürgen Bertl           | Audi Coupé S2            | +5:41                  | A8                     | 6                      |                        |
| 7.                     | Karim Hirji            | Frank Nekusa           | Toyota Celica Turbo 4WD  | +5:47                  | A8                     | 4                      |                        |
| 8.                     | Sammy Aslam            | Joey Ghose             | Volkswagen Golf GTI 16V  | +6:14                  | A7                     | 3                      |                        |
| 9.                     | Rob Hellier            | Phil Valentine         | Mitsubishi Galant VR-4   | +7:15                  | A8                     | 2                      |                        |
| 10.                    | Azar Anwar             | Shailen Shah           | Subaru Legacy Estate     | +9:05                  | A8                     | 1                      |                        |
| PWRC                   |                        |                        |                          |                        |                        |                        |                        |
| 1 (4).                 | Patrick Njiru          | Abdul Sidi             | Subaru Impreza WRX       | 23:30:00               | N4 M                   |                        |                        |
| 2 (5).                 | Richard Burns          | Robert Reid            | Subaru Impreza WRX       | +10:00                 | N4 M                   |                        |                        |
| 3 (11).                | Mark Tilbury           | Chris McLean           | Nissan Pulsar GTi-R      | +8:08:00               | N4                     |                        |                        |

1. ↑  Litera M przy oznaczeniu grupy do której należy samochód oznacza, iż tylko ci kierowcy zdobywali punkty dla swoich zespołów liczonych w klasyfikacji producentów na koniec sezonu.

## Klasyfikacja po 3 rundach
Tabele przedstawiają tylko pięć pierwszych miejsc.

### Kierowcy
| Lp. | Kierowca          | Pkt |
| --- | ----------------- | --- |
| 1   | Juha Kankkunen    | 35  |
| 2   | Didier Auriol     | 27  |
| 3   | Carlos Sainz      | 22  |
| 4   | Massimo Biasion   | 22  |
| 5   | Francois Delecour | 20  |

### Producenci
| Lp. | Producent  | Pkt |
| --- | ---------- | --- |
| 1   | Toyota     | 57  |
| 2   | Subaru     | 41  |
| 3   | Ford       | 34  |
| 4   | Mitsubishi | 10  |